# شهرستان جونز (میسیسیپی)
شهرستان جونز، میسیسیپی (به انگلیسی: Jones County, Mississippi) یک سکونتگاه مسکونی در ایالات متحده آمریکا است که در ایالت میسیسیپی واقع شده‌است.